# Кундєнок Геннадій Миколайович
Геннадій Миколайович Кундєнок (нар. 6 жовтня 1976, Комарово, Казахська РСР) — український футболіст, півзахисник і тренер.

## Кар'єра гравця
У 1994 році почав виступати за сімферопольську «Таврію». У Вищій лізі дебютував 16 квітня 1994 року в матчі проти кременчуцького «Кременя» (1:0). У сезоні 1993/94 років став фіналістом Кубку України, а в сезоні 1994/95 років півфіналістом Кубку. У «Таврії» Геннадій Кунденок став основним гравцем, граючи в команді разом зі своїм братом Олександром. Другу частину сезону 2000/01 років провів у армянському «Титані», клуб виступав у другій лізі чемпіонату України. Влітку 2001 року повернувся в «Таврію» і зіграв 3 гри в Кубку Інтертото проти болгарського «Спартака» з Варни і французького «Парі Сен-Жермен». Влітку 2002 року перейшов в новостворений клуб «Севастополь», де тренером був Валерій Петров. У 2003 році півроку виступав за івано-франківському «Прикарпаття», а після знову виступав за «Севастополь». Взимку 2004 року перейшов в «Кримтеплицю» з Молодіжного. У команді став основним гравцем, взимку 2005 року завершив кар'єру гравця.

## Кар'єра в збірній
Геннадій Кундєнок взяв участь в кваліфікації до молодіжного чемпіонату Європи 1996 року в Іспанії. Він зіграв 3 матчі і відзначився 1 голом (збірній Естонії) за молодіжну збірну України U-21.

## Кар'єра тренера
Після завершення ігрової кар'єри, почав тренувати в сімферопольському СДЮСШОР «Динамо-97».
З 2014 року залишився в окупованому Росією Криму і став працювати дитячим тренером в клубі ТСК. Також виступав за збірну ветеранів Криму на пропагандистських змаганнях.

## Особисте життя
Закінчив Кримський філіал Запорізького університету. Його брат Олександр, також був професіональним футболістом.

## Досягнення
- Кубок України (1)
  -  Фіналіст (1): 1993/94

- Друга ліга чемпіонату України
  -  Чемпіон (1): 2004/05
  -  Бронзовий призер (1): 2003/04